# Genes & Immunity
Genes & Immunity es una revista científica revisada por pares que cubre la intersección entre la inmunología y la genética. Se estableció en 1999 y Springer Nature lo publica ocho veces al año. Los editores en jefe son Thomas Brunner (Universidad de Konstanz) y Marie-Lise Gougeon (Instituto Pasteur). Según Journal Citation Reports, la revista tiene un factor de impacto de 4,248 en 2021, lo que la sitúa en el puesto 90 entre 161 revistas en la categoría "Inmunología" y en el puesto 65 entre 175 en la categoría "Genética y herencia".
Según academic_accelerator, la revista tiene un factor de impacto actual (2022) de 2.676.

## Métricas de revista
2022
- Web of Science Group : 4.096
- Índice h de Google Scholar: 63
- Scopus: 3.963